# Wydział Psychologii i Kognitywistyki Uniwersytetu im. Adama Mickiewicza w Poznaniu
Wydział Psychologii i Kognitywistyki Uniwersytetu im. Adama Mickiewicza w Poznaniu (WPiK UAM) – jeden z 21 wydziałów Uniwersytetu im. Adama Mickiewicza w Poznaniu, należący do Szkoły Nauk Społecznych UAM.

## Historia
Wydział Psychologii i Kognitywistyki powstał 1 października 2019 roku, wskutek reorganizacji uczelni, w miejsce istniejącego wcześniej Instytutu Psychologii.
W ramach Wydziału od 2019 roku funkcjonuje Muzeum Poznańskiej Psychologii, którego celem jest utrwalenie i zachowanie materialnego i niematerialnego dziedzictwa dotyczącego historii rozwoju psychologii w Poznaniu.

## Kierunki kształcenia
Dostępne kierunki:
- Psychologia (jednolite studia magisterskie)
- Kognitywistyka (studia I i II stopnia)

## Struktura organizacyjna

### Zakłady
| Zakład                                              | Kierownik                        |
| --------------------------------------------------- | -------------------------------- |
| Zakład Logiki i Kognitywistyki                      | dr hab. Paweł Łupkowski          |
| Zakład Podstaw Badań Psychologicznych               | prof. dr hab. Elżbieta Hornowska |
| Zakład Psychologii Osobowości                       | dr hab. Aleksandra Pilarska      |
| Zakład Psychologii Poznawczej                       | dr hab. Adam Putko               |
| Zakład Psychologii Pracy i Organizacji              | dr hab. Teresa Chirkowska-Smolak |
| Zakład Psychologii Rozwoju                          | dr hab. Błażej Smykowski         |
| Zakład Psychologii Społecznej                       | dr hab. Łukasz Kaczmarek         |
| Zakład Psychologii Zdrowia i Psychologii Klinicznej | dr hab. Emilia Soroko            |
| Zakład Seksuologii Społecznej i Klinicznej          | prof. dr hab. Maria Beisert      |

### Pozostałe jednostki
| Jednostka                                                                 | Kierownik                        |
| ------------------------------------------------------------------------- | -------------------------------- |
| Pracownia Pytań Granicznych Uniwersytetu im. Adama Mickiewicza w Poznaniu | prof. dr hab. Tomasz Polak       |
| Laboratorium Badań Eksperymentalnych nad Pamięcią i Metapoznaniem         | dr hab. Katarzyna Zawadzka       |
| Laboratorium Badania Działań i Poznania                                   | prof. dr hab. Grzegorz Króliczak |
| EDU_Centrum                                                               | dr hab. Błażej Smykowski         |

## Władze Wydziału
W kadencji 2024–2028:
| Stanowisko                 | Imię i nazwisko                  |
| -------------------------- | -------------------------------- |
| Dziekan                    | dr hab. Mariusz Urbański         |
| Prodziekan ds. studenckich | dr hab. Lucyna Bakiera           |
| Prodziekan ds. współpracy  | dr hab. Teresa Chirkowska-Smolak |
| Prodziekan ds. nauki       | dr hab. Aleksandra Pilarska      |
| Prodziekan ds. kształcenia | dr Monika Zielona-Jenek          |